# Timorodes dinawa
Timorodes dinawa är en fjärilsart som beskrevs av George Thomas Bethune-Baker 1904. Timorodes dinawa ingår i släktet Timorodes och familjen trågspinnare. Inga underarter finns listade i Catalogue of Life.